# Nathanaelkirche (Leipzig)

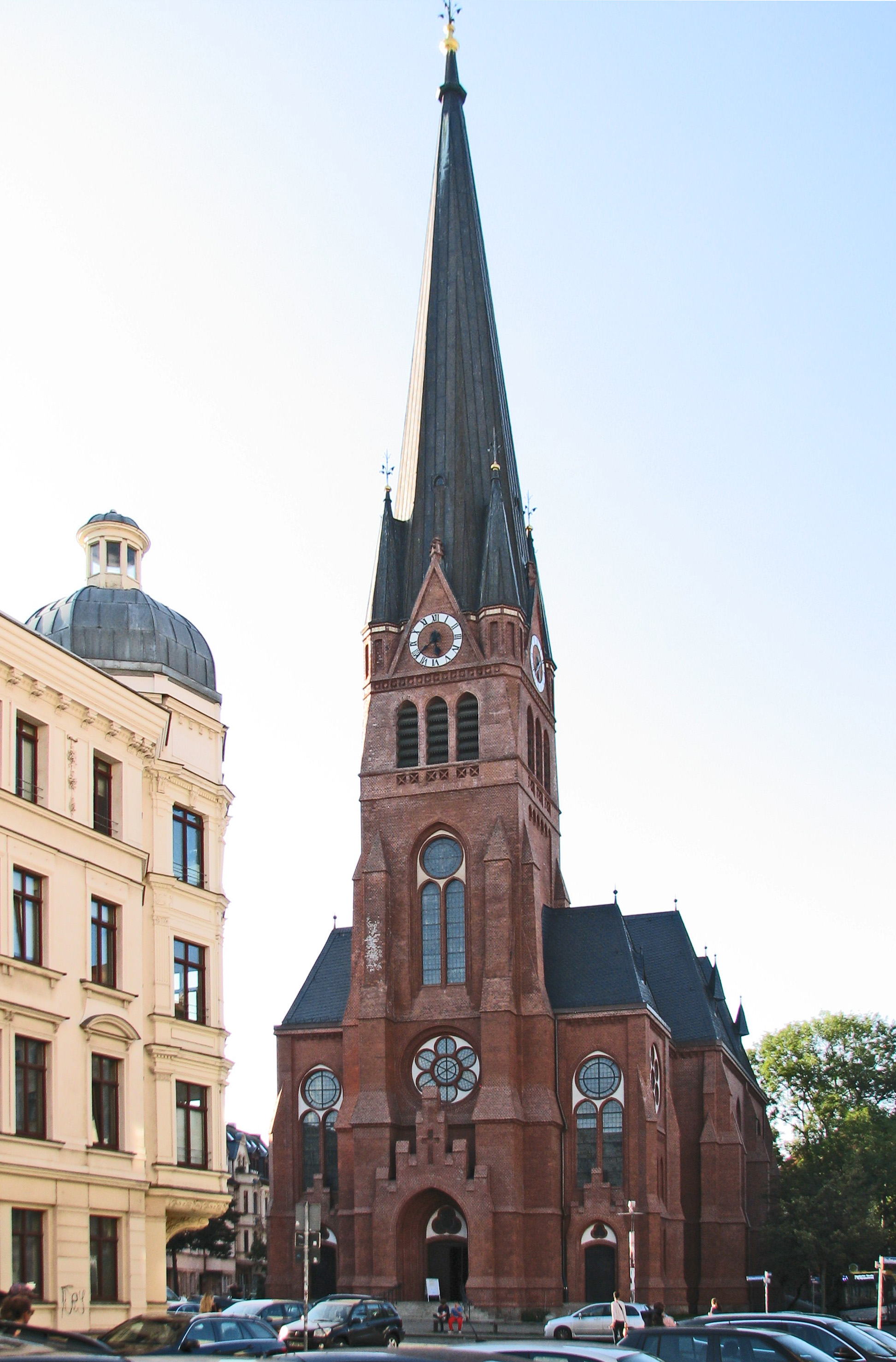
Nathanaelkirche (2021)

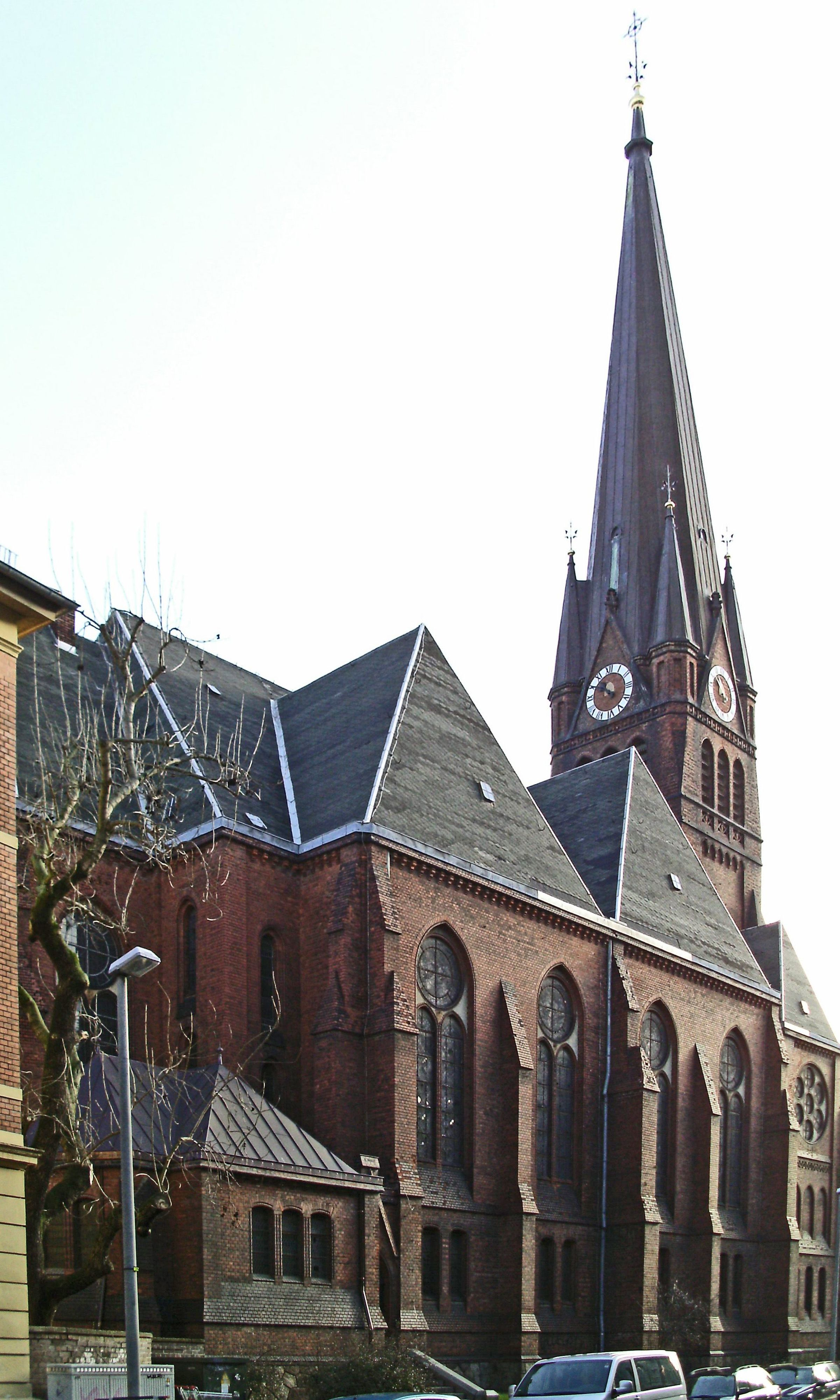
Seitenansicht (2012)

Die Nathanaelkirche ist eine evangelisch-lutherische Kirche im Westen der Stadt Leipzig im Stadtteil Lindenau. Sie wurde zwischen 1881 und 1884 erbaut und steht unter Denkmalschutz. Mit ihrem 74,25 Meter hohen, markanten Kirchturm prägt sie maßgeblich das Stadtbild des Ortsteils Altlindenau.

## Bauwerk und Geschichte
Die Nathanaelkirche im Stadtteil Altlindenau ist ein neugotischer roter Verblendziegelbau mit ursprünglich 1100 Sitzplätzen. Der Sakralbau entstand nach den Plänen der Architekten August Hartel und Constantin Lipsius.
Die Grundsteinlegung war am 12. Dezember 1881. Während der Bauarbeiten riss am Nachmittag des 9. Juli 1883 eine Windhose den fast fertigen Turm und das Baugerüst ein, fünf Zimmerleute und Maurer kamen ums Leben. Die Kirchweihe war am 29. Juni 1884. Die Baukosten betrugen 224.495 Mark.
Als Kirche des Historismus in Leipzig hat sie die Besonderheit, dass die Innenausstattung mit Altar, Kanzel, Lesepult, Taufstein und Orgelprospekt weitgehend original erhalten geblieben ist. Das gilt auch für die farbigen Chorfenster von 1887, sie zeigen die vier Evangelisten sowie Petrus und Paulus. Die Akustik der Hallenkirche ist bemerkenswert.
Ende der 1970er-Jahre feierte die Kirchgemeinde aufgrund des schlechten Bauzustands der Kirche ihre Gottesdienste nur noch in der Winterkirche. 100 Jahre nach ihrer Einweihung wurde die Kirche offiziell als Gottesdienstort aufgegeben, es folgten Jahre des Verfalls: Das Bauwerk wurde zwischen 1989 und 1994 als Materiallager zweckentfremdet, und es gab auch Überlegungen zu seinem Abriss. 1993 begann die Wiederbelebung.
Seit 1994 wird das Kirchenschiff im Sommerhalbjahr wieder als Gottesdienstraum genutzt. Die Turmuhr wurde repariert, es begann die Restaurierung der Chorfenster und die Dachreparatur. 1996 und 1997 erhielt das Kirchendach eine Neueindeckung mit Kupferblech. 1999 und 2000 war die Zeit für die Erneuerung der Bleiglasfenster über dem Hauptportal.
2009 folgte die Kupfereindeckung des östlichen Sakristeidaches, auch erhielt die östliche Sakristei neue farbige Bleiglasfenster. 2011 stand die Kupfereindeckung des westlichen Sakristeidaches auf dem Plan, 2012 erhielt die Westsakristei neue farbige Bleiglasfenster.
2013 folgte sozusagen als Anerkennung der langjährigen Sanierungs- und Restaurierungs-Arbeiten die kirchlich-offizielle Aufhebung des Aufgabebeschlusses für die Nathanaelkirche. Unter den Emporen wurden neue farbige Bleiglasfenster eingebaut, und die Sanierung der ersten großen farbigen Fenster begann mit Unterstützung der Stiftung zur Bewahrung kirchlicher Baudenkmäler in Deutschland (KiBa).

## Ausstattung
Altartisch, Kanzel, Taufstein und Orgel stammen aus der Erbauungszeit, das kreuzrippengewölbte Innere schmückt eine facettenreiche Ausmalung. Die historischen Bleiglasfenster mit Christus und den Evangelisten wurden kurz nach der Einweihung der Kirche, im Jahr 1887, gefertigt von Dresdens Maler Carl Bertling.

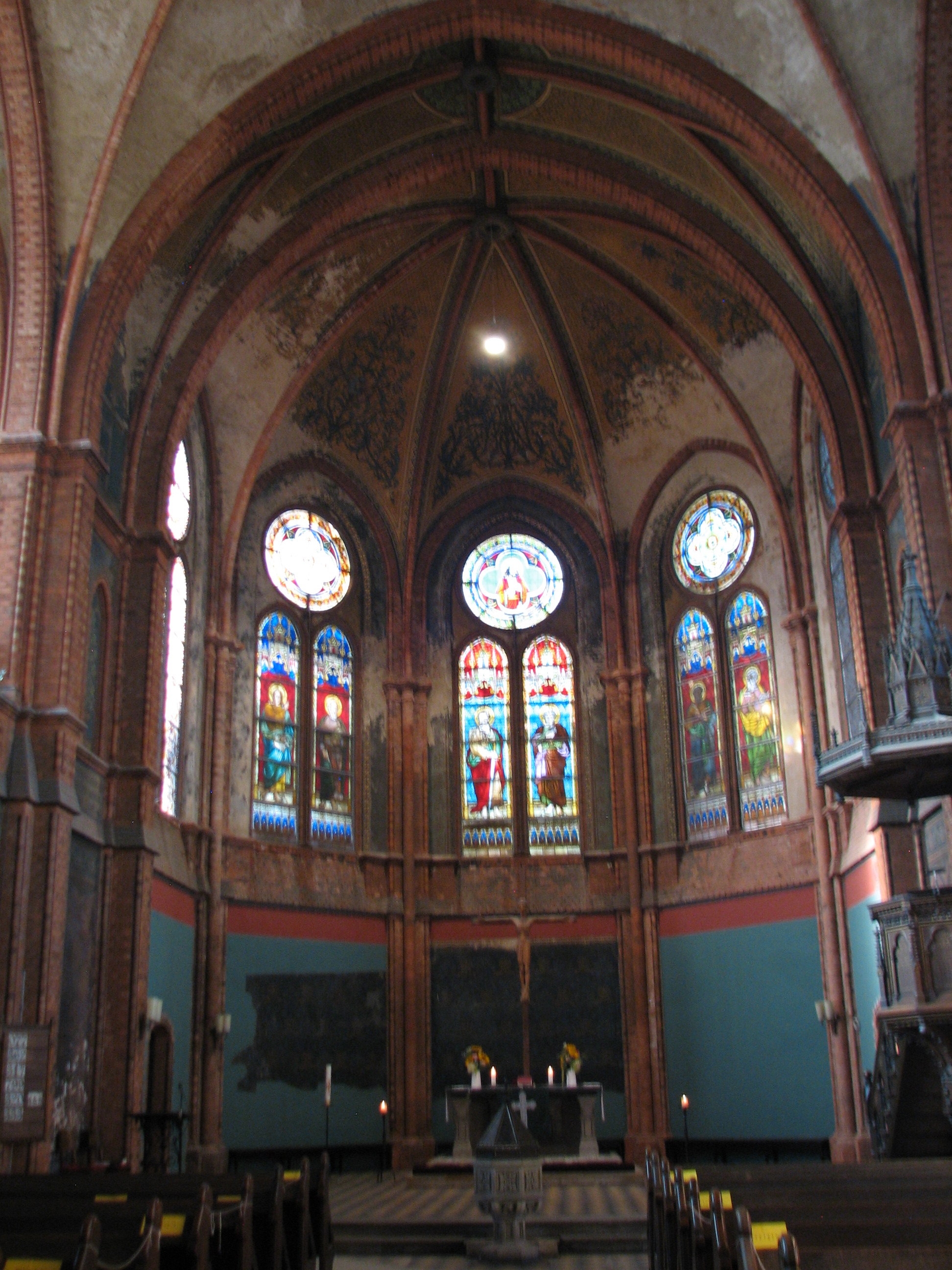
Taufstein, Altar, Glasmosaikfenster und Kanzel

Die Kirche ist gegliedert in das dreischiffige Langhaus mit einjochigem Chor sowie den Kirchturm. Unterhalb der Orgelempore befindet sich die Winterkirche. Langhaus und Chor weisen Kreuzrippengewölbe mit Scheitelrippen auf. Es gibt eine dreiseitig umlaufende Empore, ihre Brüstung wird von einer Bogenarchitektur getragen. Der Innenraum wurde feingliedrig von Leipzigs Dekorationsmaler E. Schulz gestaltet.

## Orgel

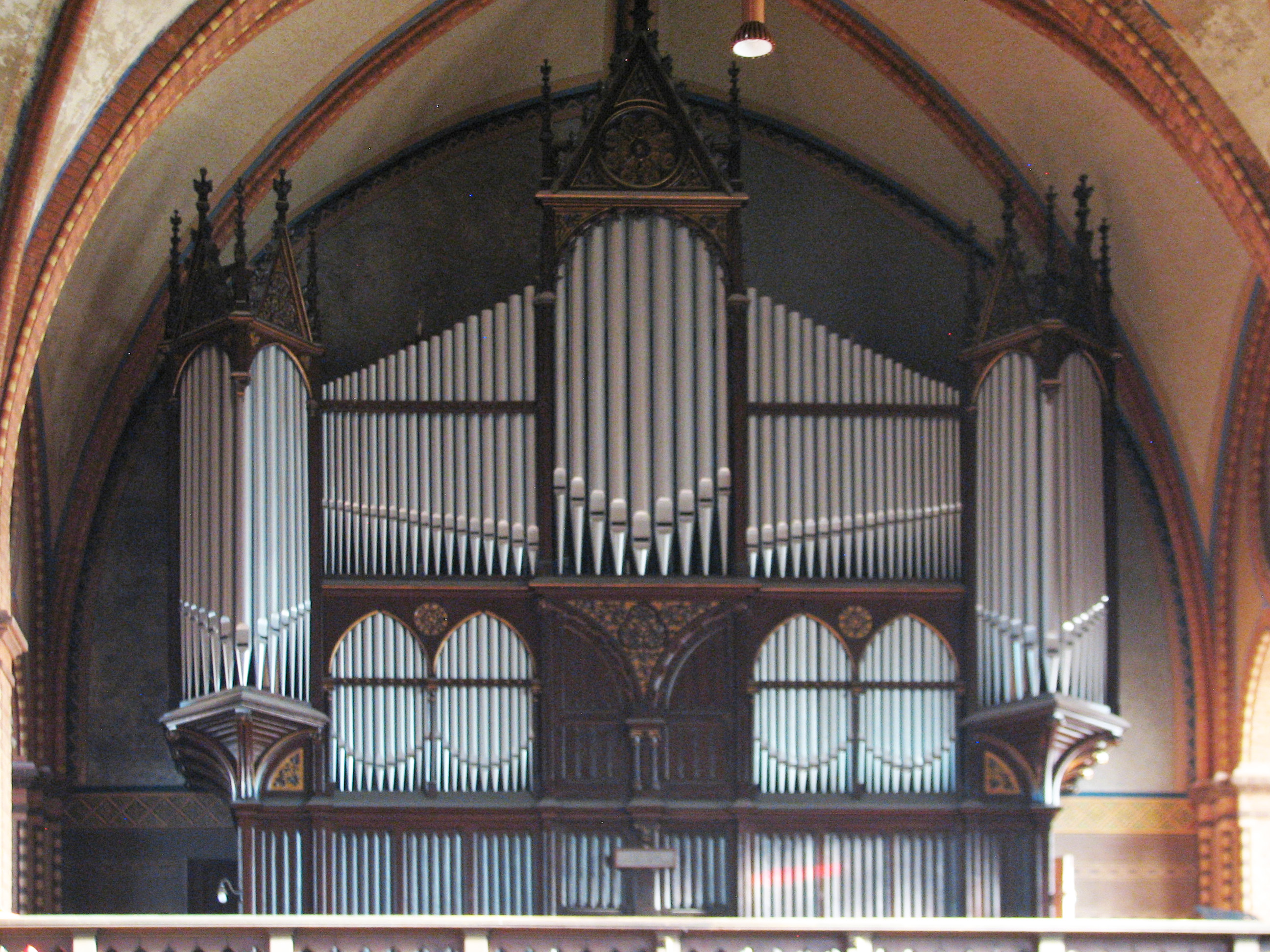
Kreutzbach-Orgel von 1884 (nicht spielbar)

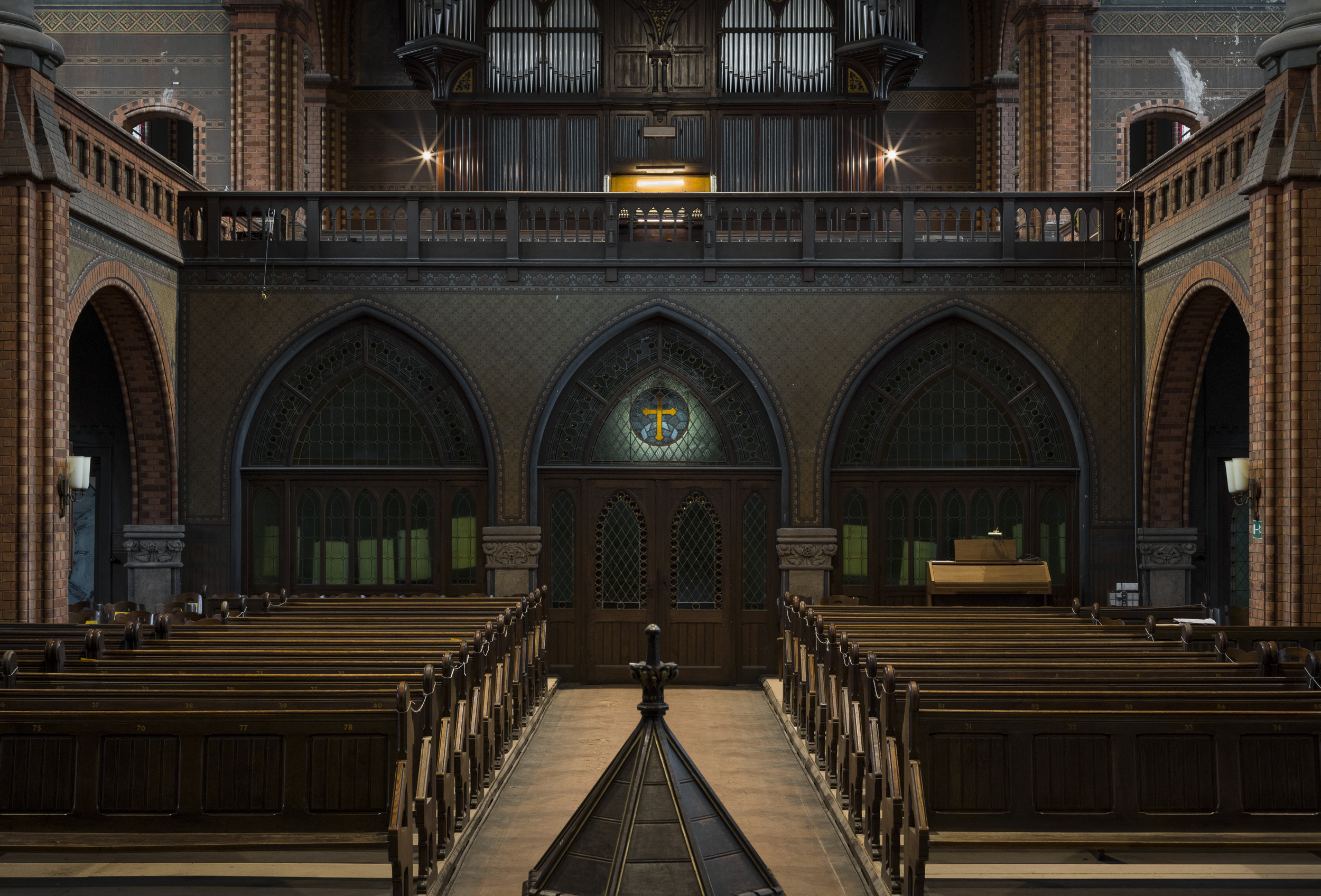
Süd-Empore mit dem Eingang in das Kirchenschiff

Die ursprüngliche Orgel von Christoph Donati aus den Jahren 1690–1692 ist nicht erhalten. Die 1732 von Zacharias Hildebrandt aus Dresden erschaffene Orgel ging 1878 verschollen.
Die Orgel für den Kirchenneubau schuf 1884 Richard Kreutzbach aus Borna. Sie hatte zunächst 34 Register auf zwei Manualen und Pedal. Sie war die erste vollpneumatische Orgel Sachsens, die Windladen sind pneumatisch angesteuerte Kastenladen. 
1899 folgte die Erweiterung um ein drittes, schwellbares Manual im Turm auf pneumatischer Kegellade mit 9 Registern von Richard Kreutzbach. Der Tritt des Registerschwellers wurde zur Walze umgebaut und ein neues doppeltes Magazingebläse anstelle der vorigen 2 Magazinbälge mit jeweils doppeltwirkenden Schöpfern eingebaut. Im ersten Manual wurde eine Trompete 8′ ergänzt und die Oboe 8′ durch eine Klarinette 8′ ersetzt. Seitdem verfügt die Orgel über 43 Register auf drei Manualen und Pedal mit folgender Disposition:
| I Manual C–f3 |               |       |
| 1.            | Principal     | 16′   |
| 2.            | Bordun        | 16′   |
| 3.            | Principal     | 8′    |
| 4.            | Gamba         | 8′    |
| 5.            | Gedackt       | 8′    |
| 6.            | Gemshorn      | 8′    |
| 7.            | Hohlflöte     | 8′    |
| 8.            | Portunalflöte | 8′    |
| 9.            | Octave        | 4′    |
| 10.           | Hohlflöte     | 4′    |
| 11.           | Rohrflöte     | 4′    |
| 12.           | Quinte        | 2 ⁄3′ |
| 13.           | Octave        | 2′    |
| 14.           | Cornett II–IV |       |
| 15.           | Mixtur IV     |       |
| 16.           | Trompete      | 8′    |

| II Manual C–f3 |                   |     |
| 17.            | Lieblich Gedackt  | 16′ |
| 18.            | Geigenprincipal   | 8′  |
| 19.            | Aeoline           | 8′  |
| 20.            | Flauto amabile    | 8′  |
| 21.            | Salicional        | 8′  |
| 22.            | Principal         | 4′  |
| 23.            | Flauto travers    | 8′  |
| 24.            | Blockflöte        | 2′  |
| 25.            | Progressio II–III |     |

| III Manual schwellbar C–f3 |                  |     |
| 26.                        | Lieblich Gedackt | 16′ |
| 27.                        | Geigenprincipal  | 8′  |
| 28.                        | Flauto travers   | 8′  |
| 29.                        | Rohrflöte        | 8′  |
| 30.                        | Viola d’amour    | 8′  |
| 31.                        | Vox coelestis    | 8′  |
| 32.                        | Flautino         | 4′  |
| 33.                        | Fugara           | 4′  |
| 34.                        | Octave           | 2′  |

| Pedal C–d1 |              |         |
| 35.        | Principalbaß | 16′     |
| 36.        | Subbaß       | 16′     |
| 37.        | Violonbaß    | 16′     |
| 38.        | Quintbaß     | 10 2⁄3′ |
| 39.        | Octave       | 8′      |
| 40.        | Flautbaß     | 8′      |
| 41.        | Violoncell   | 8′      |
| 42.        | Octavbaß     | 4′      |
| 43.        | Posaune      | 16′     |

- Koppeln: II/I, I/P, II/P

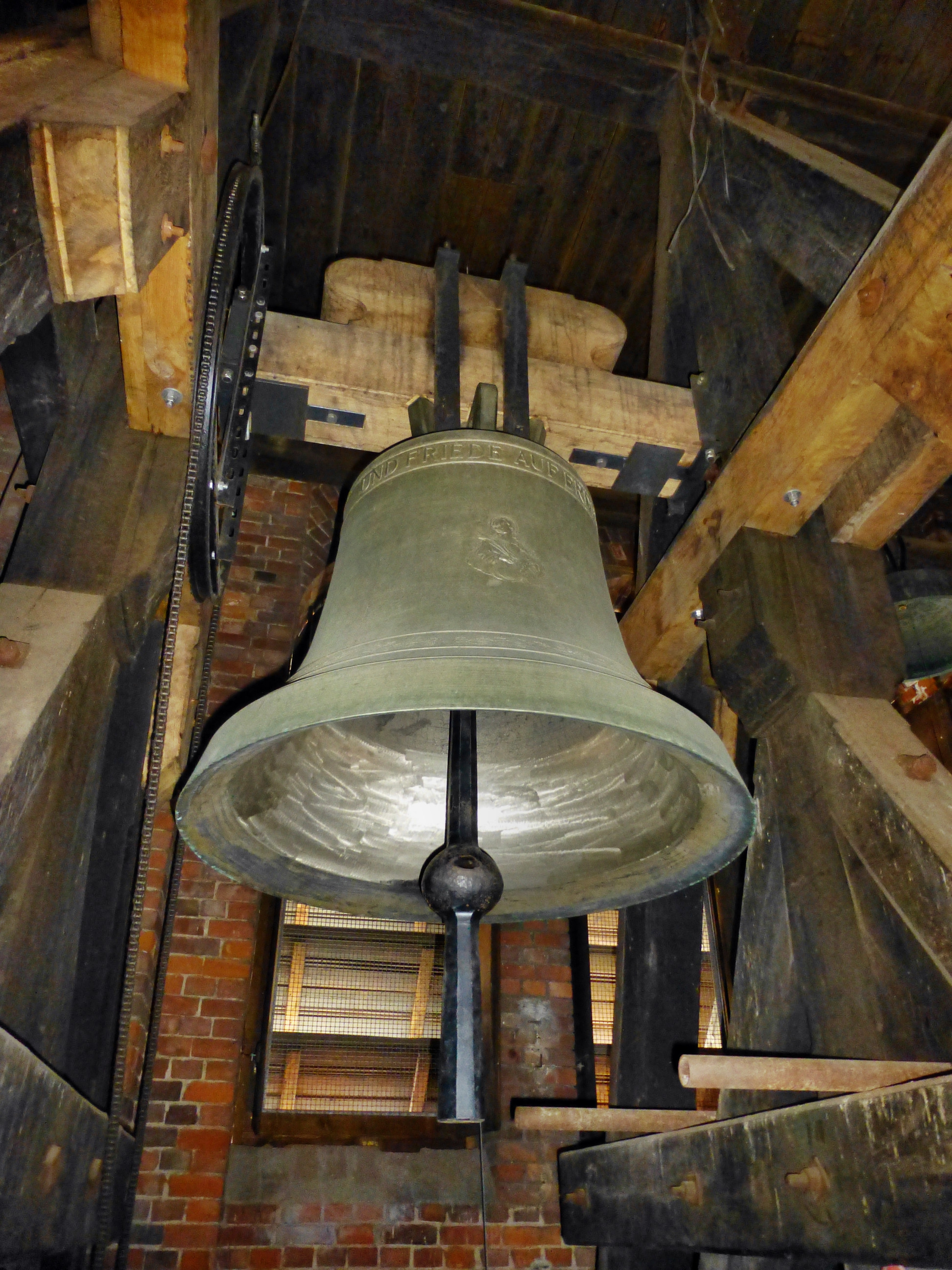
Eine Glocke der Nathanaelkirche

- Nebenregister: Kalkantenzug, 3 Ventile (Abschaltungen)
- Spielhilfen: Drei feste Kombinationen (p, mf, ff), Walze[5]

## Geläut
Zur Einweihung des Kirchenneubaus am 29. Juni 1884 erklang erstmals das Glockengeläut mit den neuen Kirchenglocken, sie waren aus der eingeschmolzenen Bronze der alten Bronzeglocken gegossen worden.
2005 erhielt das Geläut zwei neue Bronzeglocken. Im September 2019 wurde die dritte neue Bronzeglocke in den Glockenstuhl gehoben.
Das Geläut besteht aus drei Glocken mit den Tönen fis' -3 und a' +1 (beide aus der Kunst- und Glockengießerei Lauchhammer, 2005) sowie d' +1 (Glocken- und Kunstgießerei Rincker, 2013).

## Vorgeschichte

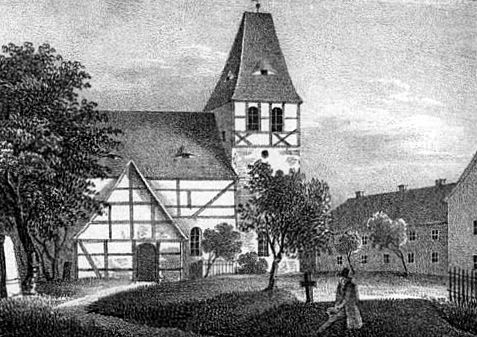
Dorfkirche Lindenau um 1850
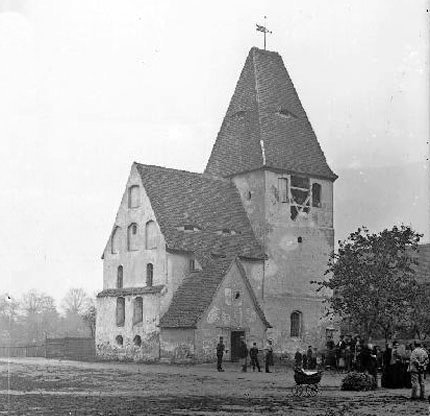
… und kurz vor dem Abriss 1878

Die Vorgängerkirche des heutigen Gotteshauses war mittelalterliche Lindenauer Dorfkirche mit dem Saal in Fachwerkbauweise. Da sie im 19. Jahrhundert baufällig sowie für den wachsenden Ort mit steigender Einwohnerzahl zu klein geworden war, entstand 1847 ein Baufonds, der Pläne für eine neue Kirche vorbereiten sollte. 1878 wurde die alte Dorfkirche abgerissen.

## Pfarrer
Die Homepage pfarrerbuch.de verzeichnet für diese Kirche fünf Stellen: 1. Stelle (Pfarrer), 2. Stelle (Diakon), 3. Stelle (2. Diakon), 4. Stelle (3. Diakon) und 5. Stelle (Hilfsgeistlicher).
Pfarrer (1. Stelle)
- 1605: Zachäus Faber
- 1884–1914: Ernst Sorge
- 1915–1931: Rudolf Berthold Dietrich
- 1931: Paul *Gerhard Ebert
- 1952: Gustav Paul *Kurt Herbst
- 1964: Johannes Glass
- 1977: Hermann *Ludwig Sommerlath
- 1977: Friedbert Stöcker[9]

## Varia
- Die Kirchgemeinde der späteren Philippuskirche Leipzig ging 1904 aus der Teilung der damaligen Nathanael-Kirchgemeinde Lindenau hervor: Diese hatte wegen des wirtschaftlichen Wachstums in Lindenau einen starken Zuzug von Menschen und daher auch einen starken Anstieg ihrer Kirchenmitglieder erlebt – die mit 1100 Plätzen konzipierte Nathanaelkirche war dafür nicht mehr groß genug.[10]
- Seit 2005 gibt es den Förderkreis der Evangelisch-Lutherischen Nathanaelgemeinde in Lindenau.[11]
- 17.000 Euro stellte die KiBa im Jahr 2014[12], auch dank einer Projektspende des örtlichen Förderkreises, dieser „Kirche des Monats April“ zur Verfügung.[4]